# طغرل سوم
طغرل سوم یا طغرل بن ارسلان (مرگ در ۵۹۰ ه‍.ق) نامدار به رکن الدنیاء والدین ابوطالب طغرل بن ارسلان‌شاه هفدهمین و واپسین سلطان سلجوقی بود که پس از سلطان ارسلان‌شاه در ۵۷۱ ه‍.ق (۱۱۷۵ م)، به سلطنت سلجوقیان عراق به پایتختی همدان رسید. با کشته شدن طغرل سوم، به فرمان سلطان تکش خوارزمشاه، تسلط حکّام سلجوقی در ایران پایان یافت.

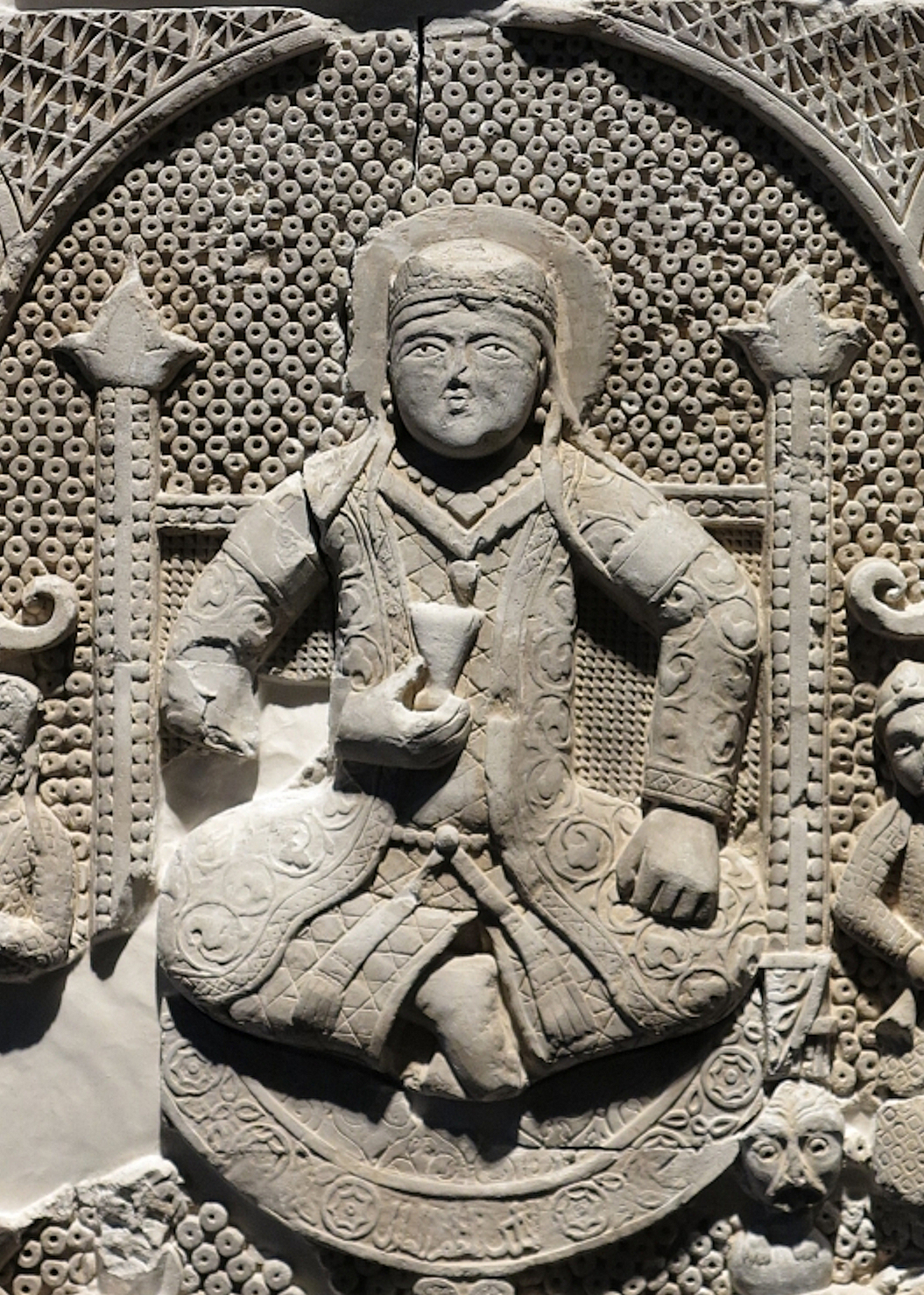
نگاره‌ی قرن دوازدهم میلادی از سلطان طغرل سوم واپسین سلطان امپراتوری سلجوقی، به دست آمده از ری در موزه هنرهای متروپولیتن، نیویورک.

## آغاز صدارت
قدرت و نفوذ اتابک ایلدُگُز، پس از مرگ او به پسرانش محمد جهان‌پهلوان و عثمان قزل‌ارسلان رسید و طغرل را همانند برادرزادهٔ خود تحت حمایت و اقتدا گرفتند. محمد جهان‌پهلوان و عثمان قزل‌ارسلان از طرف مادری، برادر ارسلان‌شاه سلجوقی بودند چرا که ایلدگز با مادر ارسلان‌شاه ازدواج کرده بود و این دو حاصل این ازدواج بودند. طغرل در آغاز سلطنت، با تدبیر، کفایت و اندیشهٔ اتابک محمد جهان‌پهلوان، بر نابسامانی‌ها و نافرمانی‌ها مسلط شد.

## تثبیت  حکمرانی

### آغاز ثبات فردادی
اتابک ایلدگز، در حدود یک ماه، فارس و اصفهان را از سرکشان و عصیان‌گران پاک ساخت و حاکم انجاز را که مایل به تصاحب آذربایجان بود، برکنار کرد. حکومت بغداد نیز، با اتابکی ایلدگز و کاردانی وی، نتوانست به شیوهٔ دیرین خلفا در راستای اُفول طغرل اقدام کند؛ چنان‌که مبنای دولت طغرل ثابت‌قدم‌تر بود.

### پایان ثبات فردادی
عصر ثبات زمام طغرل، با مرگ اتابک او - محمد جهان‌پهلوان - به پایان رسید. سرداران و امیران دیار نیز مانند قزل‌ارسلان، از تقلید و تمکین از دولت، سرکشی کردند و باعث شدند، طغرل تا فرجام زندگی قزل‌ارسلان، در آرامش و آسودگی به سر نبرد.
سرانجام نزاع و اختلاف این دو چنان به اوج رسید؛ که قزل‌ارسلان قیام کرد و طغرل را به محبس فرستاد؛ تا به مقام حاکم یا امیر امارت دست یابد. ولی ناهنگام، در شعبان ۵۸۷ به قتل رسید. ظاهراً، فرمان مرگ قزل‌ارسلان از آمران فدائیان اسماعیلیه صادرشده‌است.

## جدال‌های غرب و شرق

### نبرد طغرل با خلفای بغداد
از حوادث مهم این دوران، خصومت والی همدان با خلیفه «الناصر لدین الله» بود. به آن دلیل، خبر اوضاع ناآرام و ستیزهای طغرل و قزل‌ارسلان به اطلاع خلیفه رسید و به امر خلیفه در بهار ۵۸۴ ه‍. ق، به نزد قزل‌ارسلان، جامه‌ای و خلعت آمران و شهربانان فرستاد و مقرر شد، سپاهیان خلیفه به معبر همدان رهسپار شوند و در کرمانشاه و دینور ارتش و اردوی وسیعی فراهم کنند؛ تا اتابک قزل‌ارسلان به جلال‌الدین عبدالله بن یونس وزیر خلیفه بپیوندد و از آن مسیر به سوی همدان حرکت کنند و سلطان سلجوقی را از میان بردارند.
خلیفه در روز ۸ ربیع‌الاول ۵۸۴ به نزدیکی همدان رسید. در نبردی که میان لشکریان رخ داد؛ طغرل لیاقت، شایستگی و دلاوری‌های محسوسی نشان داد. سپاه بغداد متواری و تسلیم شدند و وزیر اعظم جلال‌الدین به دست آنان اسیر شد. دستاوردهای این نبرد نظیر غنائم رزمی عظیم، شامل زر و سیم و اسلحه بود که نصیب لشکریان طغرل شد.

### پیروزمندی سلجوقیان
در سال ۵۸۹ ه‍. ق، طغرل آگاه شد؛ سلطان تکش خوارزمشاه در ری، دژ طَبَرَک را محاصره کرده و ارتش مغلوب شده‌است؛ و نیز قائمان خوارزم را اسیر؛ و به زندان فرزین فرستاده‌اند. سپس خواجه معین را در ری رها کرد و خود به همدان بازگشت.
خوارزمیان به گرگان، دامغان، بسطام تاختند و طغرل ناچار شد، بار دیگر از ری به همدان بگریزد و تا آنکه در درّه‌خوار، بر خوارزمشاهیان را چیره شد و شماری از لشکر آنان را به بند کشید و به همدان بازگشت.

## زوال دولت طغرل
پس از رویدادها، تکش خوارزمشاه مصمّم و قاطعانه علیه والی همدان قیام کرد؛ و باردیگر، ره سپار عراق شد. طغرل نیز از همدان در ۲۴ جمادی‌الثانی ۵۹۰ ه‍. ق خارج شد و از ری، به قصد نبرد با حاکم خوارزم لشکر کشاند و تنازع آغاز شد. سرداران و سپاهیان سلجوقیان از جنگ گریخته و طُغرل به کام مرگ می‌رود. سلطان تکش خوارزمشاه نیز به قتل وی دستور می‌دهد. با وفات طغرل سوم، تسلط حکّام سلجوقیان در ایران واژگون شد.